# Focus (tijdschrift)

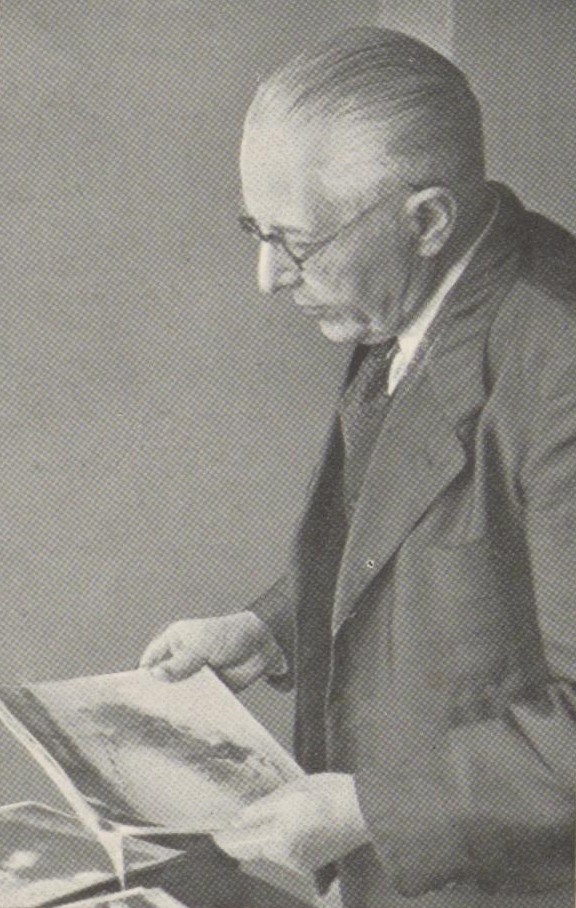
Portret Adriaan Boer

Focus is het oudste tijdschrift over fotografie van Nederland en een van de oudste, nog bestaande tijdschriften over fotografie in de wereld. Het werd door fotograaf Adriaan Boer (1875-1940) in 1914 opgericht als officieel orgaan van de Amateur Fotografen Vereeniging Rotterdam, de Haagsche Amateur Fotografen Vereeniging, en de Nederlandsche Club voor Fotokunst. Het blad besteedt aandacht aan journalistieke fotografie, kunst-, sport-, documentaire-, natuur-, en portretfotografie.
In het kader van het project Metamorfoze, het nationale digitaliseringsprogramma van de Koninklijke Bibliotheek in Den Haag voor het behoud van papieren erfgoed, heeft het Nederlands Fotomuseum in Rotterdam de jaargangen van 1914 tot 1960 gedigitaliseerd. Het materiaal is openbaar gemaakt via Delpher.

## Geschiedenis
Al sedert het midden van de 19e eeuw zijn er in verschillende landen tijdschriften op gebied van fotografie verschenen, ook in Nederland. En Focus was dan ook niet de eerste op dit terrein. Die eerste uitgaven zijn – althans in Nederland - alle van de markt verdwenen.
De eerste plaats van vestiging was Bloemendaal waar oprichter Adriaan Boer ook woonachtig was. Daarna verhuisde het kantoor naar Haarlem. Adriaan Boer werd opgevolgd door zijn zoon Dick. Medio 1969 werd Focus NV overgenomen door Elsevier Nederland NV. Deze grote uitgeverij bracht de tijdschriften in het Focus-fonds (Focus, Smalfilm, De Fotohandel en Mijn Camera) onder bij de uitgeverij C. Misset in Doetinchem; die Gelderse plaats werd tevens het domicilie van de redactie. De boekentak werd echter door Elsevier in eigen beheer genomen. Focus NV werd als zelfstandige eenheid binnen de Elseviergroep voortgezet. In weerwil van de aanvankelijke geruchten en vrees werd het blad Focus niet opgeheven ten faveure van het al door Misset uitgegeven Foto. In 1980 werden de activiteiten naar Amsterdam overgeheveld. In 1985 nam toenmalig hoofdredacteur Dirk van der Spek het blad over en verhuisde de redactie naar de Utrechtsestraat, eveneens in Amsterdam. In dat pand werd ook de Focus on Photography Gallery ingericht. Later koos men voor een locatie elders in de stad. In 2002 keerde men weer terug naar Haarlem waar een pand aan het Spaarne werd betrokken. Tegenwoordig is het blad even verderop gevestigd, eveneens in Haarlem.
Aanvankelijk bracht oprichter Adriaan Boer iedere 10 dagen een nieuw nummer van Focus uit. Mede onder invloed van verslechterende omstandigheden als gevolg van de Eerste Wereldoorlog werd al snel overgegaan op een verschijnfrequentie van eens per 14 dagen die vervolgens tot begin 1970 in stand bleef. Daarna schakelde men over op een maandelijkse cyclus die tot op heden gehandhaafd is. Met dien verstande dat het blad nu 10x per jaar verschijnt. Ter gelegenheid van het 100-jarig bestaan verscheen in februari 2014 het 188 pagina’s tellende jubileumnummer. Tot na W.O. II verscheen Focus in principe alleen in zwartwit, slechts heel af en toe onderbroken door een illustratie in kleur. Soms werd die voor de gehele oplage zelfs met de hand in elk afzonderlijk nummer ingeplakt! Zoals bij een nummer uit april 1968 waarop voor het eerst een 3D-foto in kleur was aangebracht; het effect – dat men ‘xografie’ noemde - ontstond met behulp van kunststof ‘ribbels’. In 1951 verscheen de eerste in kleur gedrukte voorpagina. Pas in 1985 werd overgegaan op kleurendruk voor het gehele blad.

### De oorlogsjaren en daarna

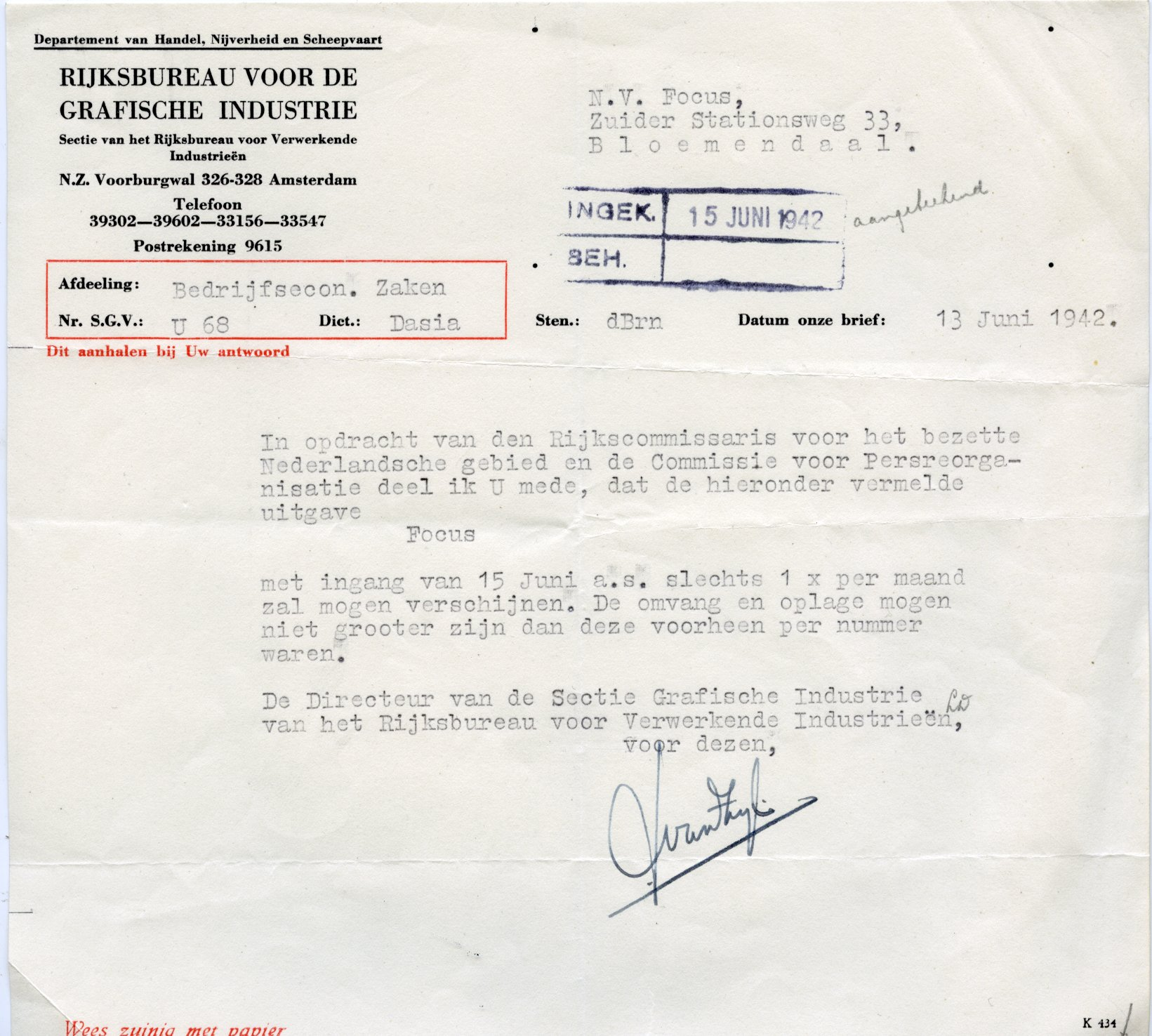
Brief over verschijning Focus gedurende Tweede Wereldoorlog

Dat er in de beginjaren van Focus een wereldoorlog woedde was in de kolommen van het blad niet terug te vinden. De gevolgen waren desondanks wel merkbaar. Zo was de redactie in augustus 1914 gedwongen de verschijning van het nog prille blad enige tijd op te schorten.
Opvallend is dat Focus gedurende de Tweede Wereldoorlog langdurig is blijven verschijnen. Wel verscheen het blad sporadisch en op kleiner formaat. Maar de jaargang 1944 werd geheel overgeslagen. Wel werd het uitgeven in het verloop van de jaren steeds moeilijker, onder meer doordat papier steeds schaarser werd. Dat gold eveneens voor films, fotopapier en chemicaliën. Daarnaast legde de Duitse bezetter tal van beperkingen op. Fotograferen en filmen werden zelfs verboden. En op de stoel van Dick Boer kwam een andere hoofdredacteur te zitten. Niettemin bleef een vaste schare abonnees behouden.
Na de overname door het grote uitgeversconcern Elsevier ging het blad verder onder de naam Focus Elsevier. Vervolgens ging men wederom boeken uitgeven op het gebied van fotografie en smalfilmen. Het feit dat binnen het uitgeefportfolio nog enkele andere hobbytijdschriften aanwezig waren had tot gevolg dat Focus Elsevier in de jaren ’60-’70 op de Nederlandse markt was uitgegroeid tot monopolist op gebied van uitgaven voor foto en filmen. Dat succes riep concurrentie op maar onder dwang van een economische teruggang en veranderende marktomstandigheden werden de meeste fototijdschriften rond 1985 verzelfstandigd en overgenomen door hun redacties. Ook Focus heeft die weg bewandeld.

## Redactie
In de meer dan 100 jaar van haar bestaan heeft Focus tot nu toe slechts een zevental hoofdredacteuren gekend. De meesten hebben gedurende een reeks van jaren hun stempel op het tijdschrift kunnen drukken. Als eerste oprichter Adriaan Boer die in 1919 ook startte met het blad Bedrijfsfotografie, dat op beroepsfotografen gericht was. Adriaan werd opgevolgd door zijn zoon Dick Boer (1906-1986) die ook redacteur was van Veerwerk. Dit eveneens door Focus uitgegeven tijdschrift was bedoeld voor redacteur was van amateurfilmers. In de Tweede Wereldoorlog moest hij op last van de bezetter plaats maken voor B. ter Horst (augustus 1941). Na afloop van de oorlog kwam Dick Boer weer aan het roer, zijn vader was intussen overleden.
Na een dienstverband van 40 jaar ging Dick Boer in de herfst van 1968 met pensioen en gaf hij de hoofdredactionele scepter over aan Cor Woudstra die al enige tijd deel van de redactie uitmaakte (samen met S.G.F. Hageman). Cor Woudstra (1927 - 2016) was de eerste hoofdredacteur van buiten de familie en bleef tot 1985 in functie. Hij werd opgevolgd door Dirk van der Spek (1948 - heden) die het blad dat jaar ook had overgenomen. In 1998 werd FotoMarkt ingelijfd; de uitgave van dit vakblad voor de imaging industrie werd in 2010 gestaakt als gevolg van de slechte economische situatie in combinatie met gewijzigde marktomstandigheden. Enige jaren na de eeuwwisseling belandde de uitgeverij in zwaar weer, werd in 2010 deels door een concurrerende uitgeverij overgenomen en kreeg in de persoon van Remco de Graaf een nieuwe hoofdredacteur. Dat bleek geen succesvolle situatie en al in 2013 ging de overnemende uitgeverij failliet.
In 2015 keerde Dirk van der Spek terug als uitgever/hoofdredacteur. Ook na onderbreking van die functie zou Van der Spek de langst zittende hoofdredacteur blijken: in 2018 droeg hij de redactionele verantwoordelijkheid over aan Roos Schouw (1966 - heden) die tevens de uitgeverij overnam. Roos Schouw is in Europa de enige vrouwelijke hoofdredacteur/uitgever van een fototijdschrift.
De redactionele invulling geschiedt zowel door een staf van vaste redacteuren als door tal van freelance medewerkers. Van oudsher hebben vele bekenden uit de fotografie bijdragen voor het blad geleverd.

## Boeken
Vader en zoon Boer hebben tal van goed verkochte boeken over fotografie en/of (smal)filmen op hun naam staan. De na-oorlogse opvolger Cor Woudstra zette die traditie voort, maar de overige hoofdredacteuren richtten hun belangstelling voornamelijk op het tijdschrift Focus. Vooral in de jaren ‘70-’80 verscheen onder de hoede van uitgeverij Focus Elsevier een groot aantal titels, uiteenlopend van een zeer uitgebreide Foto & Film Encyclopedie tot een reeks pockets op klein formaat. De onderwerpen van deze uitgaven waren net zo gevarieerd als de auteurs die eraan hebben bijgedragen Ze behandelden alle facetten van de beeldhobby. Zowel praktische handboeken voor allerlei technieken als boeken met een bepaalde fotograaf in de hoofdrol. Plus omvangrijke monografieën van fotografen als Éva Besnyő, Sanne Sannes, Emmy Andriesse, Bernard F. Eilers, Gerard Fieret en Jacob Olie. Deze werden uitgegeven in samenwerking met het Prins Bernard Cultuurfonds.

## Credo
Het al door Adriaan Boer gebezigde redactionele credo doet ook vandaag nog steeds opgang. Kernpunten daarvan zijn fotografie, techniek en educatie. De aanvankelijk enigszins belerende toon is echter al lang verdwenen, de lezer wordt vooral benaderd als geïnteresseerde en gemotiveerde in de fotografie. Van groot belang voor de Focusredactie zijn de creatieve aspecten van de fotografie. Wat en hoe iemand fotografeert is daarbij van meer belang dan de apparatuur waarmee dit gebeurt. Er wordt maandelijks dan ook veel werk getoond van zowel aanstormende talenten als van gearriveerde fotografen. Tallozen hebben hun werk in Focus laten zien: Anton Corbijn, Willem Diepraam, Koos Breukel, Robin de Puy en Teun Voeten om er slechts enkelen te noemen. Voor sommigen betekent de publicatie van hun werk in Focus een springplank voor een succesvolle carrière. Recente voorbeelden daarvan zijn onder meer Rineke Dijkstra, Inez van Lamsweerde en Erwin Olaf. Maar ook voor vroegere fotografen, als bijv. Bernard F. Eilers of Ed van der Elsken en Paul Huf, is Focus van belang geweest. Daarnaast hebben ook fotografen van buiten de landsgrenzen, zoals onder meer de Vlaming Carl De Keyzer, de weg naar Focus weten te vinden. Van deze inmiddels bekende en aan Magnum verbonden fotograaf heeft Focus ook enkele fotoboeken uitgegeven. In navolging van zowel Adriaan als Dick Boer waren en zijn veel Focus-auteurs tevens schrijvers van boeken over fotografie. Zoals onder meer Frans Barten en Mich Buschman.